# Печеніжинський повіт
Печеніжинський повіт (нім. Bezirk Peczeniżyn, пол. Powiat peczeniżyński) — адміністративно-територіальна одиниця у складі Австро-Угорщини, Західно-Української Народної республіки і Польської Республіки. Адміністративним центром повіту було місто Печеніжин.

## Історія
Повіт існував у період від 1855 до 1929 року (з перервою 1867—1898).

### Австро-Угорщина
Утворений 29 вересня 1855 р. у складі 26 громад (гмін). У 1867 р. в ході адміністративної реформи приєднаний до Коломийського повіту (однак у судовій структурі зберігся попередній поділ і Печеніжинський судовий повіт), а до Косівського повіту передані громади Космач і Акрешори.
Відновлений Печеніжинський повіт у 1898 р..
На 1910 р. на території повіту діяли два повітові суди — в Печеніжині (охоплював 8 громад) та Яблунові (14 громад).

### ЗУНР
Повітовим комісаром спочатку був поручник Сіменович, його змінив податковий урядник Людвик Пенчаковський, а з 21 листопада 1918 p. — Михайло Ґеник-Березовський, військовий, колишній суддя. Міським комісаром (бургомістром) обраний Ґорецький. Головою Повітової УНРади обраний на початку листопада 1918 р. — о. Іоан Майковський, парох у Семаківцях. Делегатом до УНРади був обраний Гриць Дувіряк (УРП; СРП).
У листопаді 1918 року повіт увійшов до Станиславівської військової області ЗУНР.

### Польська окупація
Після окупації території повіту румунським військом у травні 1919 р. повіт того ж року був переданий Польщі.
Включений до складу Станіславського воєводства Польської республіки після утворення воєводства у 1920 році на окупованих землях ЗУНР.

#### Адміністративний поділ
До складу повіту входило 22 поселення (з них 1 місто, 21 сільська гміна) зі 9 948 житловими будинками. Загальна чисельність населення повіту складала 43 085 осіб (за даними перепису населення 1921 року), з них 38 309 — греко-католики, 1 565 — римо-католики, 3 205 — юдеї, 6 — інших визнань.
Міста (Міські ґміни)
- містечко Печеніжин

Сільські ґміни
1. Акрешори
2. Баня-Березув
3. Березув Ніжни
4. Березув Сьредни
5. Березув Вижни
6. Ключув Мали
7. Ключув Велькі
8. Княждвур
9. Космач
10. Ковалювка
11. Люча
12. Лючкі
13. Маркувка
14. Млодятин
15. Мишин
16. Рунґури
17. Слобода Рунґурска
18. Стопчатув
19. Текуча
20. Уторопи
21. Яблонув мястечко

* Виділено містечка, що були на правах сільських ґмін та не мали міських прав.
1 квітня 1929 року повіт ліквідовано, а його територію приєднано до Коломийського повіту.
Нині на території Печеніжинського повіту розташовані дві адміністративні одиниці Івано-Франківської області — Косівський і Коломийський райони.

## Населення
На 1910 р. українці-грекокатолики становили 87 %, євреї — 9 %.